# بوفاریک
بوفاریک (به عربی: بوفاریک) یک شهرداری در الجزایر است که در Boufarik District واقع شده‌است. بوفاریک ۴۸٬۸۰۰ نفر جمعیت دارد.